# 浮华世界 (1932年电影)
《浮華世界》（英語：Vanity Fair）是一部1932年美国前法典荷里活劇情片，該電影由切斯特·M·富兰克林執導，玛娜·洛伊、康威·蒂尔和安东尼·布谢尔主演。这部电影是根據威廉·梅克比斯·薩克萊1848年的同名小说《浮華世界》改编。三年后威廉·梅克比斯·薩克萊的小说再次被改编为電影《贝基夏普》，这是第一部特藝七彩电影。